# Cosmioconcha calliglypta
Cosmioconcha calliglypta är en snäckart som först beskrevs av Dall och Simpson 1901.  Cosmioconcha calliglypta ingår i släktet Cosmioconcha och familjen Columbellidae. Inga underarter finns listade i Catalogue of Life.